# Francesco Milizia
Francesco Milizia fue un teórico de la arquitectura y tratadista de arte italiano nacido en Oria, Brindisi, en 1725 y fallecido en Roma en 1798.

## Biografía
Defensor del gusto neoclásico. Su pensamiento como crítico de arte quedó expuesto en las obras: Memoria de los arquitectos antiguos y modernos 1768, Principios de la arquitectura civil 1781, y Arte de saber ver en las Bellas Artes del diseño 1781.
Sus ideas y teorías fueron puestas en práctica en las ciudades del siglo XIX. Entre sus preocupaciones urbanas estaban: la higiene,  las grandes plazas, edificios públicos desahogados (principalmente las iglesias) y los espacios verdes integrados en la malla urbana.
Por otro lado, ya a finales del siglo XVIII, Francesco Milizia veía en la arquitectura barroca, en la obra de Borromini, por ejemplo "el superlativo de lo grotesco, el exceso de lo irrisorio". 
- Datos: Q323009